# 亞巴西
亞巴西是非洲中西部國家喀麥隆的城鎮，由濱海省負責管轄，位於該國西部，距離杜阿拉100公里，主要農產品有木薯、可可、馬鈴薯、甘薯和芭蕉，2001年人口估計約12,000。
4°27′N 9°58′E / 4.450°N 9.967°E